# Kadey
Departament Kadey – departament w Regionie Wschodnim w Kamerunie ze stolicą w Batouri. Na powierzchni 15 884 km² żyje około 192,9 tys. mieszkańców.